# Tarrant Hinton
Tarrant Hinton est une paroisse civile et un village du Dorset, en Angleterre.